# 丸八ポンプ製作所
株式会社丸八ポンプ製作所(かぶしきがいしゃまるはちポンプせいさくじょ) は、ポンプ並びに関連機器の製造・販売する日本の企業。

## 概要
静岡県出身の村松才次郎が日本車輛製造での経験を経て、同社から退職記念として与えられた旋盤機械をもとに1923年（大正12年）に名古屋市内で創業したのが始まりである。創業当初から井戸用ポンプを製造し、昭和初期には家庭用ポンプ全般を手掛けるメーカーとして知られるようになる。
戦後、1948年（昭和23年）に株式会社丸八ポンプ製作所が改めて設立され、渦巻きポンプ、カスケードポンプ、スラリーポンプなどの産業用ポンプの製造が主となる。

## 沿革

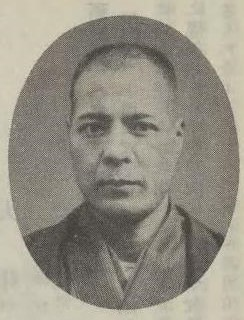
創業者の村松才次郎

- 1923年（大正12年) 12月 - 創業者村松才次郎が名古屋市に丸八ポンプ工作所を創立し、手押しポンプ（ガチャポン）の製造販売を行う。

- 1924年（大正13年）3月 - MALHATY、マルハチ、カスケードポンプ、その他を登録商標にする。手押しポンプ（ガチャポン）の特許並びに実用新案を受け鉄道省指定となり全国各駅に採用される。

- 1937年（昭和12年）12月 - 資本金20万円にて株式会社に組織変更。本社を東京に、支店を名古屋に設置。

- 1948年（昭和23年）11月 - 企業再建整備法に基づき解散をなすとともに第二会社として株式会社丸八ポンプ製作所を設立

- 1949年（昭和24年）11月 - 商標登録名カスケードポンプを一般公開

- 1965年（昭和40年）4月 - 特許欠円ギャーを利用し新製品ロックレスポンプを開発量産販売開始。

- 1968年（昭和43年）3月 - 福岡営業所を開設。

- 1969年（昭和44年）11月 - ステンレス製渦巻ポンプの量産販売を開始キャッチフレーズは"全国どこでも72時間で納入"

- 1971年（昭和46年）3月 - 岡山出張所を開設

- 1972年（昭和47年）1月 - プロセス用渦巻ポンプを主体とする各種ポンプ量産販売開始

- 1973年（昭和48年）3月 - 岡山出張所を移転し、営業所に昇格

- 1975年（昭和50年）8月 - 大阪営業所を開設

- 1979年（昭和54年）8月 - 特許ノーバルブ自吸式ステンレスポンプ「ミニ」の販売開始

- 1982年（昭和57年）4月 - 小牧配送センターを開設

- 1983年（昭和58年）10月 - 小牧配送センターを小牧センター工場と改称センター内に製造部および新鋭テスト設備完成

- 1985年（昭和60年）4月 - 福岡営業所・岡山営業所を現在地に移転

- 1989年（平成元年）4月 - 大阪営業所を現在地に移転と同時に大阪支店とする

- 1990年（平成 2年）
  - 6月 - 建築用、自動車用薄板鋼板の需要の増加に対応し、大口径ステンレス製渦巻ポンプを製鉄各社に納入
  - 7月 - 本社ビル新築完成

- 1992年（平成 4年）1月 - 高温無電解メッキ液用メテックポンプを開発・販売開始

- 1994年（平成 6年）2月 - 廃プラスチック油化設備の実証プラント用ポンプの受注（厚生省委託事業）

- 1995年（平成 7年）4月 - 運輸省海洋環境整備船向け流出油回収用にチューブポンプの納入を開始

- 1996年（平成 8年）4月 - 半導体用高濃度スラリーポンプの開発・販売開始

- 2001年（平成13年）4月 - 小牧センター工場を技術部含め、小牧事業所に昇格

- 2005年（平成17年）5月 - ハイブリッドカー向けニッケル水素電池用スラリーポンプの開発・販売開始

- 2007年 （平成19年） 
  - 2月 - 島根工場を新設[4]。
  - 4月 - 太陽電池用高濃度スラリーポンプの開発・販売開始。

- 2012年（平成24年）
  - 6月 - ISO9001、ISO14001認証取得（東京本社・名古屋支店・小牧事業所・島根工場）
  - 11月（平成24年） 島根工場に倉庫、検査設備を増設

- 2022年（令和4年）7月 - 広島出張所を開設
- 2023年 （令和6年）10月-  名古屋支店新築、仙台営業所開設、中部サービスセンター開設、広島出張所が営業所に昇格・移転  小牧事業所閉所
- 2023年 12月（令和6年）- 創業100周年
- 2024年 1月（令和7年）- 島根工場 新棟増設 [5][6]

## 事業所
| 事業所名             | 所在地                             |
| -------------------- | ---------------------------------- |
| 本社                 | 東京都中央区日本橋蛎殻町1-26-6     |
| 名古屋支店           | 愛知県名古屋市中区上前津1-7-23     |
| 大阪支店             | 大阪府大阪市淀川区西中島6-8-31     |
| 岡山支店             | 岡山県岡山市南区泉田1-12-7         |
| 福岡営業所           | 福岡県福岡市博多区博多駅前4-31-1   |
| 広島営業所           | 広島県広島市 安佐南区安東2丁目4-7  |
| 仙台営業所           | 宮城県仙台市若林区卸町1丁目6番15号 |
| 中部サービスセンター | 愛知県一宮市蓮池郷前46-1           |
| 島根出張所・島根工場 | 島根県雲南市加茂町南加茂678-7      |

## 取り扱い品目
| 種類                         |
| ---------------------------- |
| ステンレス製渦巻きポンプ     |
| ステンレス製渦巻きポンプ     |
| ステンレス製ラインポンプ     |
| 鋳鉄製渦巻きポンプ           |
| 鋳鉄製自吸式渦巻きポンプ     |
| ステンレス製カスケードポンプ |
| ギヤーポンプ                 |
| マグネットポンプ             |
| チューブポンプ               |
| スラリーポンプ               |
| ファインバブル発生装置       |
| ケミカルポンプ               |